# Brundlund Slotsmølle
Brundlund Slotsmølle er en vandmølle i Aabenraa, der ejes af Aabenraa Byhistoriske Forening. Den har tidligere tilhørt Brundlund Slot, der gennem mange århundreder var bolig for først lensmanden og siden amtmanden over Aabenraa Amt fra 1470 til 1997. Slotsholmen var omgivet af en voldgrav, der blev forsynet med vand fra Mølleåen. Her blev vandmøllen, der fungerede både som mølle, sluse for voldgraven og som forsvarsværk anlagt. Den nuværende møllebygning er formentlig opført ca. 1520, omtrent samtidig med de ældste bevarede dele af det eksisterende Brundlund Slot. Den er særpræget på grund af dens funktion som både vandmølle og forsvarsværk med skydehuller i munkestensmurene. Tidsfastsættelsen underbygges af en karakteristisk sengotisk blænding over nedgangen.
Mølleværket drives af et såkaldt laphjul med underfald. Den ringe højdeforskel muliggør ikke det mere effektive overfaldshjul. De to nuværende kværne trækkes af et overliggende stjernhjul, men møllen har muligvis oprindelig kun drevet en enkelt kværn. 
Efter den gennemgribende restaurering i årene1994-96 har der i møllerboligen
været indrettet en lille café, ligesom det er muligt at leje møllen til afholdelse af selskaber.